# Headcrab
Headcrab (česky mozkožrout nebo hlavokrab) je nepřátelská postava ze hry Half-Life od Valve software a jejího pokračování Half-Life 2.

## Obecně
Headcrab má dvě dlouhé přední a dvě menší zadní končetiny, zaoblenou hlavu a kusadla. Headcrab útočí na oběti tak, že jim skáče na hlavu, vyžírá mozek a přeměňuje je na zombie. 
Zatímco headcrabové v původním Half-Life (1) uměli plavat a umírali v toxickém prostředí, tak v Half-Life 2 plavat neumí, ale v toxickém prostředí přežijí.

## Zajímavosti
Headcrab z prvního Half-Life byl původní. Avšak v Half-Life 2 jej rasa Combine začala využívat jako biologickou zbraň. (Combine - vetřelci útočící na planetu Zemi. Původ slova od kombajn, Combine jsou národem "sklízejícím" planety a nasazováním nových organizmů na planetách) 
V Half-Life 1 si lze na headcrabech všimnout že mají šest očí, v Half-Life 2 byly jejich oči z neznámých důvodů odstraněny 
Geneticky upravení headcrabové, upravení pro přežití v toxických oblastech, jsou nasazováni někdy až ve stovkách (viz Ravenholm). Headcrabové jsou vystřelováni speciálními moduly na místo určení. Používají se k zbavení početní i technologické převahy nepřítele. Headcrab ho promění v nemyslící stvůru, kterou lze rychle a snadno zneškodnit. 
Další mutace Headcraba (rychlý, jedovatý) jsou také dílem této rasy, které byly vytvořeny za účelem dosáhnout co nejvyšší efektivity boje. Všechny mutace jsou vysazovány společně. Jedovatý headcrab díky svému neurotoxinu oběť naprosto znehybní či dovede do stavu, kdy je snadným terčem - nedokáže se ubránit, v tuto chvíli ho, jinak slabý, "normální" headcrab obsadí.
Headcrabové nemají hlasivky.

## Výskyt
Headcrabové se často nacházejí v tmavých oblastech, obvykle číhající v temných koutech a větracích šachtách. Často se pohybují ve skupinách.

## Headcrab zombie
Headcrabův hlavní cíl je přisát se na hlavu hostitele a vyžrat mu mozek.
Obět headcraba je i ve své zombie formě plně při vědomí ale muže pouze používat hlasivky a je v extrémních bolestech